# Merulicium
Merulicium es un género de hongos, en la familia Pterulaceae. El género es monotípico y contiene a la especie Merulicium fusisporum.